# Svetlana Laujova
Svetlana Laujova (Rusia, 1 de febrero de 1973-28 de octubre de 2023) fue una atleta rusa especializada en la prueba de 60 m vallas, en la que consiguió ser subcampeona europea en pista cubierta en 1998.

## Carrera deportiva
En el Campeonato Europeo de Atletismo en Pista Cubierta de 1998 ganó la medalla de plata en los 60 m vallas, con un tiempo de 8.01 segundos, tras la francesa Patricia Girard (oro con 7.85 segundos) y por delante de la británica Diane Allahgreen (bronce con 8.02 segundos).